# Ричардс-Росс, Саня
Саня Ричардс-Росс (англ. Sanya Richards-Ross; род. 26 февраля 1985, приход Трелони, Ямайка) — американская спортсменка, специализируется в спринте в основном известна по выступлениям на дистанции 400 м. Четырехкратная Олимпийская чемпионка, чемпионка мира и действующая рекордсменка Северной Америки.

## Биография

### Начало
Родилась на Ямайке, в возрасте 12 лет покинула родину и уехала в США. Лёгкой атлетикой начала заниматься с 7 лет. В 2002 году Саня стала гражданкой США. В том же году победила на юношеском чемпионате США (50,49 с) и стала призёром юношеского чемпионата мира на 400-метровке.
В 18 лет, ещё не выходя из юношеского возраста, вошла в сборную США и добилась первого большого успеха. На чемпионате мира 2003 года в составе эстафеты 4×400 м выиграла золото. С этого момента Саня входит в число лучших спортсменок мира на дистанции 400 метров, иногда также выступая на дистанции 200 метров. В финале 400-метровки в Афинах в 2004 году Ричардс-Росс была только шестой, но завоевала золото в эстафете 4×400 м. Однако, в связи с тем, что Кристал Кокс, которая участвовала в предварительном забеге в составе эстафетной команды, в 2010 году призналась в употреблении допинга в 2001—2004 гг. и в 2012 году была лишена золотой медали решением МОК, встал вопрос о лишении остальных членов сборной США, в том числе Сани Ричард-Росс, золотых медалей в этой эстафете. Если бы это произошло, золотая медаль досталась бы занявшей второе место сборной России. По правилам тех лет решение о лишении медалей сборной США должна была принимать ИААФ, но по состоянию на 18 августа 2016 года такого решения ИААФ не приняла.
На чемпионат мира 2005 года в Хельсинки Саня уже приехала в ранге фаворита на дистанции 400 м, имея в сезоне результат 49,20 с — лучший среди участниц. Финал проходил в сильный дождь. Саня лидировала первые 300 метров, но на финишной стометровке её опередила опытная Тоник Уильямс Дарлинг. В 2006 году Саня, победив на 6 из 6 этапов, выиграла соревнования Золотой лиги, заработав $250 тыс. В этом же году в финале Кубка мира она установила рекорд США — 48,70 с, превзойдя достижение Валери Бриско-Хукс. В 21 год Ричардс-Росс стала самой молодой спортсменкой, преодолевшей рубеж 49 с в беге на один круг.
В 2007 году в сборной США сложилась парадоксальная ситуация. Ричардс-Росс имела лучший результат сезона 49,52 с. Также в 2007 году Саня победила в коммерческих стартах Золотой лиги. На чемпионате США из-за недомогания Саня Ричардс-Росс финишировала на 400-метровке четвёртой и не отобралась в команду на чемпионат мира в Осаке. В сборной США предыдущие заслуги спортсмена не имеют значения, и в расчёт принимается только конкретный результат на отборе. В итоге и сборная США лишилась, как считают специалисты, вполне возможной медали. Спортсменка, тем не менее, индивидуально выступила на 200 метровке (5-е место) и снова победила вместе с подругами в эстафете 4x400 м.

### 2008—2009 год
На игры в Пекине Саня Ричардс-Росс прибыла фаворитом, хотя не имела в активе, как обычно, лучшего результата сезона в мире. В финале Саня начала слишком быстро даже для неё — первые 200 метров за 23,4 с. В итоге на последних 100 метрах её опередила Кристин Охуругу и Шерика Уильямс. Результат победительницы был всего 49,62 с — это наихудший результат олимпийского финала на 400 метров ещё с 1972 года.
В эстафете 4x400 Саня учла ошибки индивидуального финала и распределила силы более грамотно. Ричардс-Росс получила палочку от Моник Хендерсон на три метра позади Анастасии Капачинской. Саня хладнокровно дождалась выхода на финальную стометровку и обошла Анастасию рывком на финише. Её результат на этапе 49,83 с (с ходу).
На чемпионате мира 2009 года в Берлине Сане наконец удалось завоевать золото на четырёхсотметровке. В финале она установила лучший результат сезона в мире 49,00 с, продемонстрировав безоговорочное преимущество над соперницами. В эстафете 4×400, где Саня как сильнейшая замыкала квартет, спортсменкам США также удалось одержать победу.

## Личная жизнь

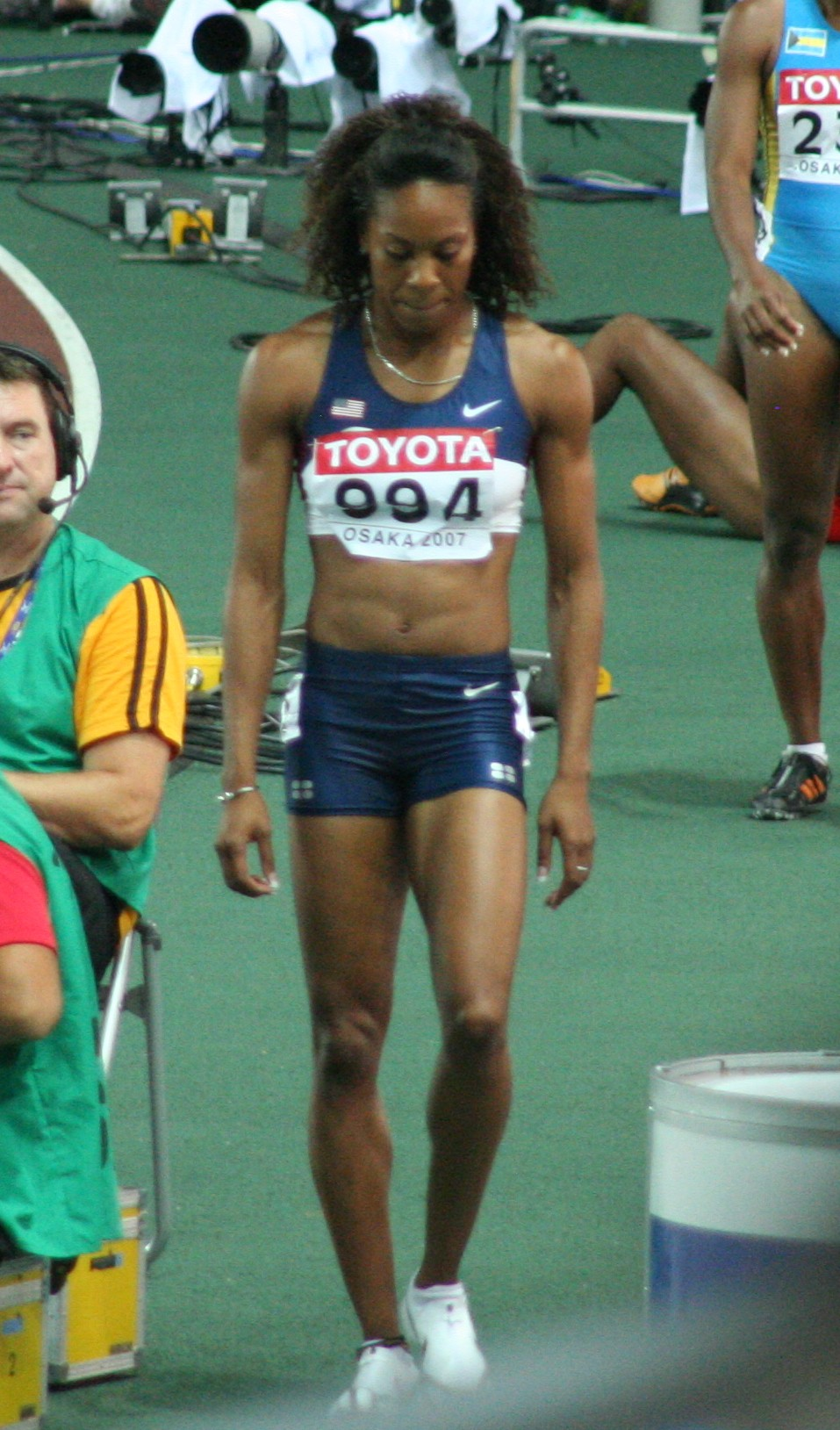
Саня Ричардс-Росс на чемпионате мира 2007 года (Осака).

Саня Ричардс-Росс — глубоко религиозный человек. Она — последователь баптизма и считает, что её талант — дар от Бога.
26 февраля 2010 года Саня вышла замуж за известного футболиста, игрока «Нью-Йорк Джайентс» — Эйрона Росса, после почти семи лет отношений. У супругов есть сын — Эйрон Джермейн Росс-второй (род. 12.08.2017). Пара проживает в Нью-Йорке и Остине (Техас).
В 2007 году у спортсменки диагностировано довольно редкое заболевание — болезнь Бехчета (поражение иммунной системы).

## Достижения
- 4-х кратная олимпийская чемпионка.
- 6-ти кратная чемпионка мира.
- Дважды признавалась Лучшей атлеткой мира по версии ИААФ (2006, 2009).
- Трижды побеждала на Золотой лиге (2006, 2007, 2009).
- Лауреат премии Джесси Оуэнса — лучшей легкоатлетке США (2006, 2009).
- Рекордсменка Северной Америки.

## Результаты
Лучшие результаты по годам и место в списке мирового сезона
| Год   | 2002  | 2003  | 2004  | 2005  | 2006  | 2007  | 2008  | 2009  | 2010  | 2011  | 2012  |
| ----- | ----- | ----- | ----- | ----- | ----- | ----- | ----- | ----- | ----- | ----- | ----- |
| 400 м | 50,69 | 50,58 | 49,89 | 48,92 | 48,70 | 49,27 | 49,74 | 48,83 | 51,82 | 49,66 | 49,28 |
| Место | 5     | 9     | 7     | 1     | 1     | 1     | 3     | 1     | 50    | 4     | 2     |

## Личные рекорды
- на открытом воздухе
  - 100 метров — 10,97 с (Шанхай, 2007)
  - 200 метров — 22,17 с (Штутгарт, 2006)
  - 400 метров — 48,70 м (Афины, 2006)
- в помещении
  - 60 метров — 7,21 с (Линкольн, 2004)
  - 200 метров — 22,49 с (Фейтвиль, 2004)
  - 400 метров — 50,71 с (Альбуке́рке, NM, 2012)